# NACK AFTER5
NACK AFTER5（ナック アフター5）は、NACK5で2004年11月1日から2011年3月31日まで放送されていたラジオ番組。大宮駅西口アルシェ5階「THE NACK5 TOWN」内のサテライトスタジオ「スタジオ・アルシェ」から公開生放送していた。
NACK AFTER5のホームページから、Yes or Noの投票が可能であった。hithit.comで生中継動画や、放送後も期間限定で一部を除くゲストコーナーを視聴できた。

## 放送時間
- 2004年11月1日 - 2005年3月 17:00-20:25
- 2005年4月 - 2011年3月31日 17:00-20:00

## パーソナリティ
- 2004年11月1日-2008年3月27日
  - ケイザブロー
  - 佐藤多恵
- 2008年3月31日-2009年3月26日
  - ケイザブロー
  - 小島麻子
- 2009年3月30日-2010年3月31日
  - ケイザブロー
  - MiO
- 2010年4月1日-2011年3月31日
  - ケイザブロー
  - いとう麻見

### ピンチヒッター

#### ケイザブローの代役
- 柴田聡（2007年5月）
- 落合隼亮（2007年5月）
- 斉藤リョーツ（2009年10月26日-10月29日、2010年10月29日-11月2日、2010年2月11日※）※ライオンズスペシャル時のスタジオ担当

#### 佐藤多恵の代役
- 小島麻子（2007年7月2日-7月3日）
- 吉井歌奈子（2007年7月4日-7月5日）

#### 小島麻子の代役
- 良田麻美（2008年6月4日）

#### MiOの代役
- 西任白鵠（2009年9月14日-9月17日）
- 斉藤リョーツ（2009年9月21日-9月22日）
- 杉真理（2009年9月23日-9月24日）
- いとう麻見（2009年9月28日-10月1日）

## コーナー
★のコーナーは後番組『夕焼けSHUTTLE』でも継続される。●のコーナーは『SUZUKIのケイザブロー』にて引き継がれた。
- NEWS UPDATES（17:15頃）
- TODAY'S LIONS★（17:40頃）

千代綾香が埼玉西武ライオンズの最新情報や試合の直前情報を伝える。基本は2月のライオンズの春季キャンプスタートから3月末（4月始）の公式戦開幕 - 9月末までのシーズン中だが、日本シリーズに西武ライオンズが進出できた年は11月末まで延長する（日本シリーズに西武ライオンズが進出できない年の10月・11月は不定期となる）。シーズンオフ期の12月と翌年1月は毎年毎週月曜日のみ。
- SUZUKIのケイザブロー★（17:45頃）

タイトルが表す通り、提供スポンサーはスズキ。
前半
- 『これって知ってます？Did you know?』（月曜日）
- 『押忍!三ッ星グルメ街道』（火曜日）● 高速道路、サービスエリア、パーキングエリア、道の駅等の車で行って楽しめるグルメを紹介する。
- 『心に残る名言クイズ』（水曜日）● 有名人、著名人の名言の穴埋めクイズを出題する。
- 『街道の達人』（木曜日） 月変わりで街道周辺のエピソードや情報をリスナーから募り紹介する。

後半
- 『オーマイゴットニュース』●（リスナー投稿）
- イブニングセレクション（18:10頃）

有名アーティストに、夕刻の時間にぴったりの曲をセレクトしてもらい、その選曲に込められたエピソードも披露してもらうコーナー。アーティストは週変わり。
- LOVE LIFE MAGAZINE★（18:20頃・月曜日）

『お家で快適生活』をキーワードに、暮らしのワンポイントアドバイスを届けるコーナー。
- オリコンランキング★（18:20頃・水曜日）

オリコンの最新シングルランキングを、カウントダウン形式で紹介する。毎週どこかの順位で、NACK AFTER5が誇る謎の専属歌手（ケイザブロー談）と呼ばれている、ADのY氏のアカペラが披露されている。
- 今日のおへそ（18:45頃）
  - アフター5!街角100人調査隊（月曜日） 番組からアンケートを100人に調査し、その結果を報告。
  - ザ・ターニングポイント（火曜日） 食品、物などの歴史の原点やエピソードを開発者ならびに関係者が語る。
  - クイズ!小芝居30セカンズ（水曜日） いとうがあるテーマに沿った30秒小芝居を演じ、そのクイズを出題する。正解者には抽選で1名に、アーティストグッズプレゼント。
  - ネゴシエーターK（木曜日） ケイザブローが飲食店やテーマパーク等に、「NACK AFTER5聴いたよ」と言ったリスナーに値下げ等のサービスをするor番組宛に割引券をプレゼント（応募したリスナーに抽選でプレゼント）するよう、電話交渉をする。目標が達成できなかった場合は、青汁を飲まされる。最近は唐辛子やワサビ味等のサイダーを飲まされることが多い。
- ゲストコーナー：『今日のスペシャルゲスト』（19:10頃）

主に新曲を発表したアーティストをゲストに迎え、さまざまなトークを繰り広げる。まれにダブルゲスト制を取る。月木と火水で、コーナー前半部分のBGMが異なる。
- 今日のおつまみ

いとう扮する居酒屋のママが新聞、インターネットでのネタを取り上げ、ケイザブロー扮する客と居酒屋トークを繰り広げる。以前は毎回ほぼ必ず、飲み代をツケにするオチになっていた。
- ハッピーさんいらっしゃい! （NACK5 WEATHER時）

リスナーから送られた、嬉しい出来事を読み上げたり、誕生日を祝ったりするプチコーナー。BGMは、大塚愛の『Happy Days』。

## タイムテーブル
- 17:00　オープニング
- 17:05頃 HEAD LINE NEWS (NACK5 NEWS)
- 17:15頃 NEWS UPDATES
- 17:40頃 TODAY'S LIONS
- 17:45頃 SUZUKIのケイザブロー
- 18:00頃 NACK5 NEWS
- 18:10頃 イブニングセレクション
- 18:20頃 LOVE LIFE MAGAZINE（月曜日） オリコンランキング（水曜日）
- 18:45頃 今日のおへそ
- 19:00頃 HEAD LINE NEWS (NACK5 NEWS)
- 19:10頃 ゲストコーナー
- 19:35頃 今日のおつまみ
- 19:55頃 エンディング

## 過去のコーナー
- 夕刊TODAY（17:15頃） 夕刊フジ、日刊ゲンダイ、東京スポーツ3社の主要記事を読み上げる。
- クローズアップTODAY（17:29頃） ニュースの真実を探るコーナー。
- スポーツTODAY（18:08頃） 前半はスポーツフラッシュと最近スポーツ界で起きた気になる出来事を詳しく取り上げるスポーツトピックス、後半はスポーツメッセージで構成されている。
- やじうまエキスプレス（19:08頃） 芸能界情報や、ホットな話題を送る。
- ニュースバトル（19:16頃） その日のメッセージテーマについて、リスナーからのメッセージを読み上げる。
- アフター5探検隊（19:32頃） 様々なグルメやラーメンを紹介するコーナー。
  - サウンドカクテル（月曜日）
  - CDショップ探検隊（火曜日）
  - ラーメン探検隊（水曜日）
  - 多恵のトレンディ探検隊（木曜日）
- LIONS Report（17:40頃、2004年11月1日-2009年3月26日） 現在のTODAY'S LIONSの前身。千代綾香が西武ライオンズの最新情報や試合の直前情報を伝える。
- VOICE OF PEOPLE（17:10頃） 大宮駅前でインタビューした人々（主に女子学生）の声を伝える。
- 霊感ヤマカン第六感!耳ダボQ（17:30頃） 『VOICE OF PEOPLE』でのインタビューを元に、クイズを出題する。正解者から抽選で3名にプレゼントされていた。

問題の例：この女子高生が、アルシェの●●というブランドで買った服は、いくらだったでしょう?
- AWESOME6（18:15頃・火・水・木） 別名「アフター5!6時のビューティーチェック オーサム6」ビューティーをキーワードに、最新の流行アイテム、ファッション等を紹介するコーナー。
- AWESOME7（19:15頃） 別名『7時台の大人の解放区!』。大人の最高の時間を伝えるコーナー。
- ブレイントレイン（18:55頃） 19時の時報前のクイズコーナー。正解者の中から抽選で1名に、番組オリジナルステッカーと『ある物』が当たる。
- 『マンデー・モンデー・ブクブククイズ』（月曜日） スタッフが、水の中で何と言ってるかを答えるクイズ。命名はFディレクター（ケイザブロー談）。かつては『クイズ・音の祭典!』と呼ばれ、『音』にまつわる色々なクイズを出題しており、このクイズのその1つだった。
- 『ランキング当てクイズ・ランキンQ!』（火曜日） ランキングの1位or2位or3位を、3択クイズで出題する。
- 『街声クイズ・ちょっとイイですか?』（水曜日） スタッフが街でインタビューを行い、ある物・人・場所などのコメントをもらい、それをヒントにクイズを出題する。2009年12月末まで、ADのH氏がインタビューを担当していた。
- 『クイズ・私は見てました!』（木曜日） MiOがニュースを読み上げ、ボイスチェンジされたケイザブローがそれに関するクイズを3択で出題する。以前は、MiOが挙げる4、5個のキーワードから、人物（実在とは限らない）、モノ等を当てる連想クイズだった。
- MiOに言わせてみお（NACK5 WEATHER時） リスナーから募集した、伝言等を伝えるコーナー。2009年12月10日スタート。（前身『お天気伝言板』）
- アキュラの匠（大工のケイザブロー木曜日） アキュラホームから住まいに関するスペシャリストが電話またはスタジオ出演し、アキュラホームが提案する住まい作り、リスナーからの住まいに関する質問や悩みに答えるコーナー。
- 麻見に言わせてみ（NACK5 WEATHER時） リスナーから募集した、伝言等を伝えるコーナー。終盤は、芸能人のモノマネをしながら伝えていた。（前身は『MiOに言わせてみお』）
- NACK5 ゲレンデウェザー（19:35頃） 12月-2月末までの、冬季限定コーナー。スキー場の天気を伝える。2009年度から、NACK5ニュースデスクアナウンサーが担当。

## その他
- 2005年4月に編成上の都合で放送が25分短縮された。
- 2009年4月の番組リニューアルで、番組公式ホームページもリニューアルされた。リニューアル以前のホームページは削除されている。同時に、アドレスが番組開始以来独立していたものがNACK5の公式サイト内に移動される。リニューアル後、「ニュースを通じて、街とコミュニケートしていく3時間」というキャッチコピーがつき、ケイザブローが毎回コールしている。
- 2007年4月にも番組公式ホームページがリニューアルされている。

### スペシャル番組
- 2008年から2010年までの3年間は「NACK AFTER5 ライオンズスペシャル in 南郷 2008・2009・2010」と題して、毎年2月の第1週または第2週木曜日に埼玉西武ライオンズの春季キャンプ地である宮崎県南那珂郡南郷町にある南郷プリンスホテルから3時間の生放送が行われていた。
- 現地パーソナリティーにケイザブロー・千代綾香、NACK5本社スタジオパーソナリティに各時期の女性パーソナリティ（2008年は佐藤多恵、2009年は小島麻子、2010年はMiO）、ケイザブローの代役男性パーソナリティー（2008年は柴田聡、2009年は土屋礼央、2010年は斉藤リョーツ）とした二元生中継で放送された。
- 当初は2011年についても放送予定であったが、現地近くの火山である新燃岳が噴火してしまったことによる安全面での心配や、局全体の予算削減・既に当番組終了が決まっていた・前述の予算削減によるサタデーライオンズの2011年シーズンの中止によるライオンズ関連の番組の縮小に伴い、行われることはなかった。その代わりとして通常の「TODAY's LIONS」のコーナーでは千代綾香が西武ライオンズ最新情報を伝えるが、それに加え、月曜日-木曜日の毎日、日替わりで選手の現地からの生電話出演という形がとられた。

### 番組公式ホームページアドレス
- 初代（閉鎖済み） http://after5.jp/
- 2代目 http://www.nack5.co.jp/after5/index.shtml

## 前番組
- THE HIT OPERATION（1993年10月-2000年9月）
- THE SHOOTING HITS（2000年10月-2004年10月28日）